# Мовилени (Сучава)
Мовилени (рум. Movileni) насеље је у Румунији у округу Сучава у општини Ваду Молдовеј. Oпштина се налази на надморској висини од 370 m.

## Становништво
Према подацима из 2002. године у насељу је живело 297 становника, од којих су сви румунске националности.